# VM i skak 1951
VM i skak 1951 var en match, som stod mellem den regerende verdensmester i skak Mikhail Botvinnik fra Sovjetunionen og udfordreren hans landsmand David Bronstein, og som fandt sted i Moskva, Sovjetunionen 15. marts – 11. maj 1951. Matchen gjaldt 24 partier med sejr til titelholderen ved uafgjort 12 – 12. Mikhail Botvinnik skulle have 1½ point i de sidste to partier for at opnå uafgjort, hvilket han gjorde og beholdt derved titlen.

## Baggrund
Mikhail Botvinnik vandt det første verdensmesterskab, som blev arrangeret af verdensskakforbundet FIDE, VM i skak 1948, hvor man afviklede en matchturnering for at finde afløseren til den afdøde verdensmester Alexander Aljechin.
Det var meningen, at kandidatturneringen, hvor man skulle finde Botvinniks udfordrer, skulle bestå af de øvrige deltagere i matchturneringen i 1948 (inkl. amerikanske Reuben Fine, som i 1948 havde meldt fra pga. sine studier) samt de fem øverste i interzoneturneringen i Saltsjöbaden, syd for den svenske hovedstad Stockholm, som også blev afholdt i 1948.
Kandidatturneringen blev afviklet i Budapest, hovedstaden i Ungarn, og det medførte politiske problemer, idet det amerikanske udenrigsministerium ikke ville tillade de to amerikanske deltagere, Fine og Samuel Reshevsky, at rejse ind i landet, hvor det kommunistiske parti havde overtaget magten efter den sovjetiske besættelse siden 2. verdenskrig. Eksverdensmester Max Euwe fra Holland, måtte ligeledes melde afbud. Disse tre spillere fik senere overført deres kvalifikation til kandidatturneringen i 1953.
I stedet valgte man at invitere de fire spillere, som havde delt 6. – 9. pladsen i interzoneturneringen og supplere med 10. placerede Petar Trifunović fra Jugoslavien for at holde deltagerantallet lige. Men da Igor Bondarevskij fra Sovjetunionen, som var blandt de ekstra inviterede, måtte melde fra, bortfaldt også Trifunović' invitation, og man endte på de planlagte ti deltagere som spillede dobbeltrunder alle-mod-alle.

### Kandidatturneringens turneringstabel
| Kandidatturneringen Budapest 1950 | Kandidatturneringen Budapest 1950 | Kandidatturneringen Budapest 1950 | Kandidatturneringen Budapest 1950 | Kandidatturneringen Budapest 1950 | Kandidatturneringen Budapest 1950 | Kandidatturneringen Budapest 1950 | Kandidatturneringen Budapest 1950 | Kandidatturneringen Budapest 1950 | Kandidatturneringen Budapest 1950 | Kandidatturneringen Budapest 1950 | Kandidatturneringen Budapest 1950 | Kandidatturneringen Budapest 1950 |
| Nr.                               | Spiller                           | 1                                 | 2                                 | 3                                 | 4                                 | 5                                 | 6                                 | 7                                 | 8                                 | 9                                 | 10                                | Points i alt                      |
| --------------------------------- | --------------------------------- | --------------------------------- | --------------------------------- | --------------------------------- | --------------------------------- | --------------------------------- | --------------------------------- | --------------------------------- | --------------------------------- | --------------------------------- | --------------------------------- | --------------------------------- |
| 1                                 | Isaak Boleslavskij                | - –                               | ½ ½                               | 1 ½                               | ½ ½                               | ½ ½                               | 1 ½                               | ½ ½                               | 1 1                               | ½ 1                               | ½ 1                               | 12                                |
| 2                                 | David Bronstein                   | ½ ½                               | – -                               | 0 1                               | ½ 1                               | 1 1                               | 1 ½                               | 0 1                               | ½ 1                               | ½ ½                               | 1 ½                               | 12                                |
| 3                                 | Vassilij Smyslov                  | 0 ½                               | 1 0                               | – -                               | ½ ½                               | 1 ½                               | ½ ½                               | 0 1                               | ½ ½                               | ½ 1                               | ½ ½                               | 10                                |
| 4                                 | Paul Keres                        | ½ ½                               | ½ 0                               | ½ ½                               | – -                               | ½ ½                               | 1 0                               | 1 ½                               | ½ ½                               | ½ ½                               | ½ 1                               | 9½                                |
| 5                                 | Miguel Najdorf                    | ½ ½                               | 0 0                               | 0 ½                               | ½ ½                               | – -                               | ½ ½                               | ½ ½                               | ½ ½                               | 1 1                               | ½ 1                               | 9                                 |
| 6                                 | Alexander Kotov                   | 0 ½                               | 0 ½                               | ½ 0                               | 0 1                               | ½ ½                               | – -                               | ½ 1                               | 1 ½                               | 1 0                               | 1 0                               | 8½                                |
| 7                                 | Gideon Ståhlberg                  | ½ ½                               | 1 0                               | 1 0                               | 0 ½                               | ½ ½                               | ½ 0                               | – -                               | ½ ½                               | ½ ½                               | ½ ½                               | 8                                 |
| 8                                 | Salo Flohr                        | 0 0                               | ½ 0                               | ½ ½                               | ½ ½                               | ½ ½                               | 0 ½                               | ½ ½                               | – -                               | ½ ½                               | 0 1                               | 7                                 |
| 9                                 | Andor Lilienthal                  | ½ 0                               | ½ ½                               | ½ 0                               | ½ ½                               | 0 0                               | 0 1                               | ½ ½                               | ½ ½                               | – -                               | 1 0                               | 7                                 |
| 10                                | László Szabó                      | ½ 0                               | 0 ½                               | ½ ½                               | ½ 0                               | ½ 0                               | 0 1                               | ½ ½                               | 1 0                               | 0 1                               | – -                               | 7                                 |

| Kandidatturneringen omkamp Moskva 1950 Bedst af 12 partier derefter "sudden death" til første gevinst | Kandidatturneringen omkamp Moskva 1950 Bedst af 12 partier derefter "sudden death" til første gevinst | Kandidatturneringen omkamp Moskva 1950 Bedst af 12 partier derefter "sudden death" til første gevinst | Kandidatturneringen omkamp Moskva 1950 Bedst af 12 partier derefter "sudden death" til første gevinst | Kandidatturneringen omkamp Moskva 1950 Bedst af 12 partier derefter "sudden death" til første gevinst | Kandidatturneringen omkamp Moskva 1950 Bedst af 12 partier derefter "sudden death" til første gevinst | Kandidatturneringen omkamp Moskva 1950 Bedst af 12 partier derefter "sudden death" til første gevinst | Kandidatturneringen omkamp Moskva 1950 Bedst af 12 partier derefter "sudden death" til første gevinst | Kandidatturneringen omkamp Moskva 1950 Bedst af 12 partier derefter "sudden death" til første gevinst | Kandidatturneringen omkamp Moskva 1950 Bedst af 12 partier derefter "sudden death" til første gevinst | Kandidatturneringen omkamp Moskva 1950 Bedst af 12 partier derefter "sudden death" til første gevinst | Kandidatturneringen omkamp Moskva 1950 Bedst af 12 partier derefter "sudden death" til første gevinst | Kandidatturneringen omkamp Moskva 1950 Bedst af 12 partier derefter "sudden death" til første gevinst | Kandidatturneringen omkamp Moskva 1950 Bedst af 12 partier derefter "sudden death" til første gevinst | Kandidatturneringen omkamp Moskva 1950 Bedst af 12 partier derefter "sudden death" til første gevinst | Kandidatturneringen omkamp Moskva 1950 Bedst af 12 partier derefter "sudden death" til første gevinst | Kandidatturneringen omkamp Moskva 1950 Bedst af 12 partier derefter "sudden death" til første gevinst |
| Spiller                                                                                               | 1 | 2 | 3 | 4 | 5 | 6 | 7 | 8 | 9 | 10 | 11 | 12 | | 13 | 14 | Points i alt                                                                                          |
| --- | --- | --- | --- | --- | --- | --- | --- | --- | --- | --- | --- | --- | --- | --- | --- | --- |
| Isaak Boleslavskij                                                                                    | 0 | ½ | ½ | ½ | ½ | ½ | 0 | 1 | ½ | ½ | 1 | ½ | | ½ | 0 | 6½ |
| David Bronstein                                                                                       | 1 | ½ | ½ | ½ | ½ | ½ | 1 | 0 | ½ | ½ | 0 | ½ | | ½ | 1 | 7½ |

## Matchregler
FIDE havde fastlagt et fast format – 24 partier, mesteren beholder titlen ved uafgjort – som blev fulgt helt frem til VM i skak 1978, hvor man spillede først til seks gevinster.
Botvinnik havde fået indført én noget usædvanlig regel, idet de hemmelige træk ved hængepartier skulle afleveres i to kuverter til to forskellige matchdommere. Botvinnik var angiveligt bange for at en matchdommer, som var venligt stemt over for Bronstein, kunne finde på at udlevere det hemmelige træk.

## Matchresultat
| VM matchen Botvinnik-Bronstein, 1951 | VM matchen Botvinnik-Bronstein, 1951 | VM matchen Botvinnik-Bronstein, 1951 | VM matchen Botvinnik-Bronstein, 1951 | VM matchen Botvinnik-Bronstein, 1951 | VM matchen Botvinnik-Bronstein, 1951 | VM matchen Botvinnik-Bronstein, 1951 |
| Parti                                | Dato (1951)                          | Hvid                                 | Sort                                 | Resultat                             | I alt Botvinnik                      | I alt Bronstein                      |
| ------------------------------------ | ------------------------------------ | ------------------------------------ | ------------------------------------ | ------------------------------------ | ------------------------------------ | ------------------------------------ |
| 1                                    | 16. marts                            | Botvinnik                            | Bronstein                            | ½ - ½                                | ½                                    | ½                                    |
| 2                                    | 18. marts                            | Bronstein                            | Botvinnik                            | ½ - ½                                | 1                                    | 1                                    |
| 3                                    | 20. marts                            | Botvinnik                            | Bronstein                            | ½ - ½                                | 1½                                   | 1½                                   |
| 4                                    | 23. marts                            | Bronstein                            | Botvinnik                            | ½ - ½                                | 2                                    | 2                                    |
| 5                                    | 26. marts                            | Botvinnik                            | Bronstein                            | 0 – 1                                | 2                                    | 3                                    |
| 6                                    | 30. marts                            | Bronstein                            | Botvinnik                            | 0 – 1                                | 3                                    | 3                                    |
| 7                                    | 1. april                             | Botvinnik                            | Bronstein                            | 1 – 0                                | 4                                    | 3                                    |
| 8                                    | 3. april                             | Bronstein                            | Botvinnik                            | ½ – ½                                | 4½                                   | 3½                                   |
| 9                                    | 6. april                             | Botvinnik                            | Bronstein                            | ½ - ½                                | 5                                    | 4                                    |
| 10                                   | 8. april                             | Bronstein                            | Botvinnik                            | ½ - ½                                | 5½                                   | 4½                                   |
| 11                                   | 10. april                            | Botvinnik                            | Bronstein                            | 0 - 1                                | 5½                                   | 5½                                   |
| 12                                   | 13. april                            | Bronstein                            | Botvinnik                            | 0 - 1                                | 6½                                   | 5½                                   |
| 13                                   | 15. april                            | Botvinnik                            | Bronstein                            | ½ - ½                                | 7                                    | 6                                    |
| 14                                   | 17. april                            | Bronstein                            | Botvinnik                            | ½ - ½                                | 7½                                   | 6½                                   |
| 15                                   | 20. april                            | Botvinnik                            | Bronstein                            | ½ - ½                                | 8                                    | 7                                    |
| 16                                   | 22. april                            | Bronstein                            | Botvinnik                            | ½ - ½                                | 8½                                   | 7½                                   |
| 17                                   | 24. april                            | Botvinnik                            | Bronstein                            | 0 – 1                                | 8½                                   | 8½                                   |
| 18                                   | 27. april                            | Bronstein                            | Botvinnik                            | ½ – ½                                | 9                                    | 9                                    |
| 19                                   | 29. april                            | Botvinnik                            | Bronstein                            | 1 – 0                                | 10                                   | 9                                    |
| 20                                   | 4. maj                               | Bronstein                            | Botvinnik                            | ½ - ½                                | 10½                                  | 9½                                   |
| 21                                   | 6. maj                               | Botvinnik                            | Bronstein                            | 0 - 1                                | 10½                                  | 10½                                  |
| 22                                   | 8. maj                               | Bronstein                            | Botvinnik                            | 1 – 0                                | 10½                                  | 11½                                  |
| 23                                   | 11. maj                              | Botvinnik                            | Bronstein                            | 1 - 0                                | 11½                                  | 11½                                  |
| 24                                   | 13. maj                              | Bronstein                            | Botvinnik                            | ½ - ½                                | 12                                   | 12                                   |

## Matchens partier
Tekst mangler, hjælp os med at skrive teksten